# Curral de Dentro
Curral de Dentro là một đô thị thuộc bang Minas Gerais, Brasil. Đô thị này có diện tích 570,503 km², dân số năm 2007 là 6907 người, mật độ 11,9 người/km².